# Liste des commissaires au Plan
Les commissaires au Plan sont des hauts fonctionnaires qui ont dirigés le Commissariat général au Plan et ses entités successeuses (4e et 5e République française) jusqu'à l'actuel Haut-commissariat à la Stratégie et au Plan. 
Clément Beaune est, depuis mai 2025, l'actuel haut-commissaire à la stratégie et au plan.

## Liste des commissaires au Plan
Ils sont au nombre de vingt-quatre, se succédant sur une période de soixante ans, depuis la création du Commissariat en 1946 jusqu'à son remplacement par le Centre d'analyse stratégique en 2006 puis par le Commissariat général à la stratégie et à la prospective (France Stratégie) entre 2013 et 2025.
| Commissaire                                                         | Années d'exercice                        | Décret de nomination                     | Décret de nomination                     | Portrait                                 |
| Commissariat général du Plan (1946-2006)                            | Commissariat général du Plan (1946-2006) | Commissariat général du Plan (1946-2006) | Commissariat général du Plan (1946-2006) | Commissariat général du Plan (1946-2006) |
| ------------------------------------------------------------------- | ---------------------------------------- | ---------------------------------------- | ---------------------------------------- | ---------------------------------------- |
| Jean Monnet                                                         | 1946-1952                                | 3 janvier 1946                           | [ 1 ]                                    | Jean Monnet                              |
| Étienne Hirsch                                                      | 1952-1959                                | 11 septembre 1952                        | [ 2 ]                                    | Étienne Hirsch                           |
| Pierre Massé                                                        | 1959-1966                                | 18 février 1959                          | [ 3 ]                                    | Pas d'image libre de Pierre Massé        |
| François-Xavier Ortoli                                              | 1966-1967                                | 22 janvier 1966                          | [ 4 ]                                    | François-Xavier Ortoli                   |
| René Montjoie                                                       | 1967-1974                                | 23 juin 1967                             | [ 5 ]                                    | Pas d'image libre de René Montjoie       |
| Jean Ripert                                                         | 1974-1978                                | 17 octobre 1974                          | [ 6 ]                                    | Pas d'image libre de Jean Ripert         |
| Michel Albert                                                       | 1978-1981                                | 27 avril 1978                            | [ 7 ]                                    | Pas d'image libre de Michel Albert       |
| Hubert Prévot                                                       | 1981-1984                                | 10 juillet 1981                          | [ 8 ]                                    | Pas d'image libre d'Hubert Prévot        |
| Henri Guillaume                                                     | 1984-1987                                | 21 mai 1984                              | [ 9 ]                                    | Pas d'image libre d'Henri Guillaume      |
| Bertrand Fragonard                                                  | 1987-1988                                | 28 octobre 1987                          | [ 10 ]                                   | Bertrand Fragonard                       |
| Pierre-Yves Cossé                                                   | 1988-1992                                | 20 juillet 1988                          | [ 11 ]                                   | Pas d'image libre de Pierre-Yves Cossé   |
| Jean-Baptiste de Foucauld                                           | 1992-1995                                | 9 janvier 1992                           | [ 12 ]                                   | Jean-Baptiste de Foucauld                |
| Henri Guaino                                                        | 1995-1998                                | 31 août 1995                             | [ 13 ]                                   | Henri Guaino                             |
| Jean-Michel Charpin                                                 | 1998-2003                                | 5 janvier 1998                           | [ 14 ]                                   | Pas d'image libre de Jean-Michel Charpin |
| Alain Etchegoyen                                                    | 2003-2005                                | 24 avril 2003                            | [ 15 ]                                   | Pas d'image libre de Alain Etchegoyen    |
| Centre d'analyse stratégique (2006-2013)                            |                                          |                                          |                                          |                                          |
| Sophie Boissard                                                     | 2005-2007                                | 3 novembre 2005                          | [ 16 ]                                   | Sophie Boissard                          |
| Philippe Mills (intérim)                                            | 2007                                     | 5 juillet 2007                           |                                          | Philippe Mills                           |
| René Sève                                                           | 2007-2010                                | 14 décembre 2007                         | [ 17 ]                                   | Pas d'image libre de René Sève           |
| Vincent Chriqui                                                     | 2010-2013                                | 13 janvier 2010                          | [ 18 ]                                   | Pas d'image libre de Vincent Chriqui     |
| Commissariat général à la stratégie et à la prospective (2013-2025) |                                          |                                          |                                          |                                          |
| Jean Pisani-Ferry                                                   | 2013-2017                                | 24 avril 2013                            |                                          | Jean Pisani-Ferry                        |
| Michel Yahiel                                                       | 2017-2018                                | 26 janvier 2017                          |                                          | Pas d'image libre de Michel Yahiel       |
| Gilles de Margerie                                                  | 2018-2023                                | 12 janvier 2018                          |                                          | Pas d'image libre de Gilles de Margerie  |
| Cédric Audenis (intérim)                                            | 2023-2025                                | 1er novembre 2023                        |                                          | Pas d'image libre de Cédric Audenis      |
| Haut-commissariat au plan (2020-2025)                               |                                          |                                          |                                          |                                          |
| François Bayrou                                                     | 2020-2025                                | 3 septembre 2020                         | [ 19 ]                                   | François Bayrou                          |
| Haut-commissariat à la Stratégie et au Plan (depuis 2025)           |                                          |                                          |                                          |                                          |
| Clément Beaune                                                      | 2025-                                    | 23 mai 2025                              | [ 20 ]                                   | Clément Beaune                           |